# Sphagneticola trilobata
Sphagneticola trilobata es una especie de planta herbácea perteneciente a la familia de las asteráceas. Es nativa de los Neotrópicos y considera una especie invasora en las islas del Océano Pacífico y en Europa.

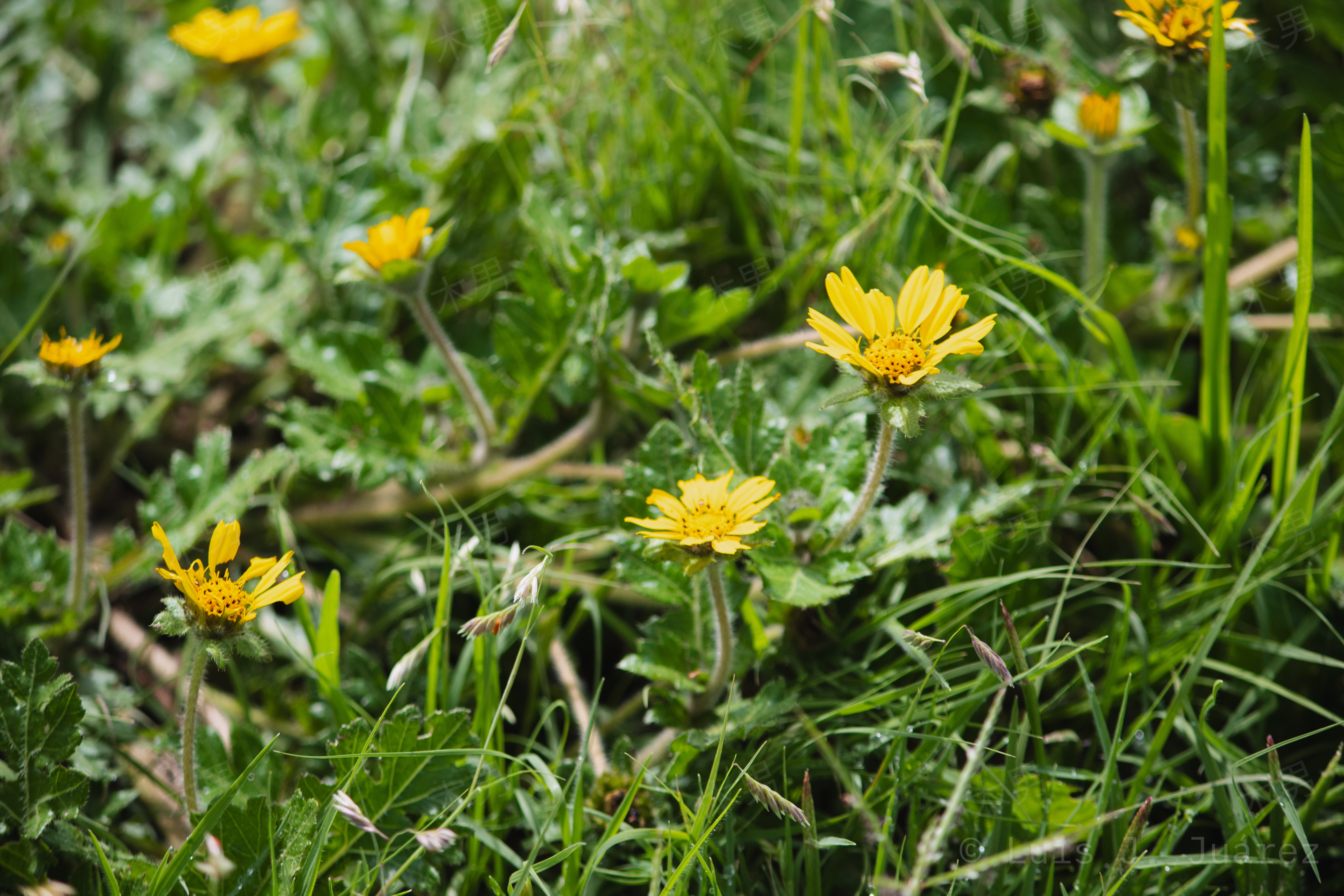
Sphagneticola trilobata en Tepeapulco, Hidalgo, Mexico

## Taxonomía
Sphagneticola trilobata fue descrita por Carlos Linneo Pruski y publicado en Memoirs of the New York Botanical Garden 87: 114. 1996.
Sinonimia
- Complaya trilobata (L.) Strother
- Silphium trilobatum L. basónimo
- Thelechitonia trilobata (L.) H.Rob. & Cuatrec.
- Wedelia carnosa Rich.[1]
- Wedelia paludosa DC.
- Wedelia trilobata (L.) Hitchc.[5]

## Galería

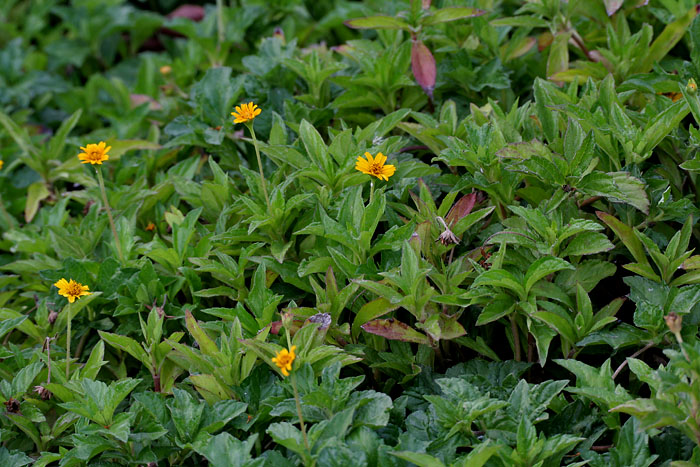
En Hyderabad, India.
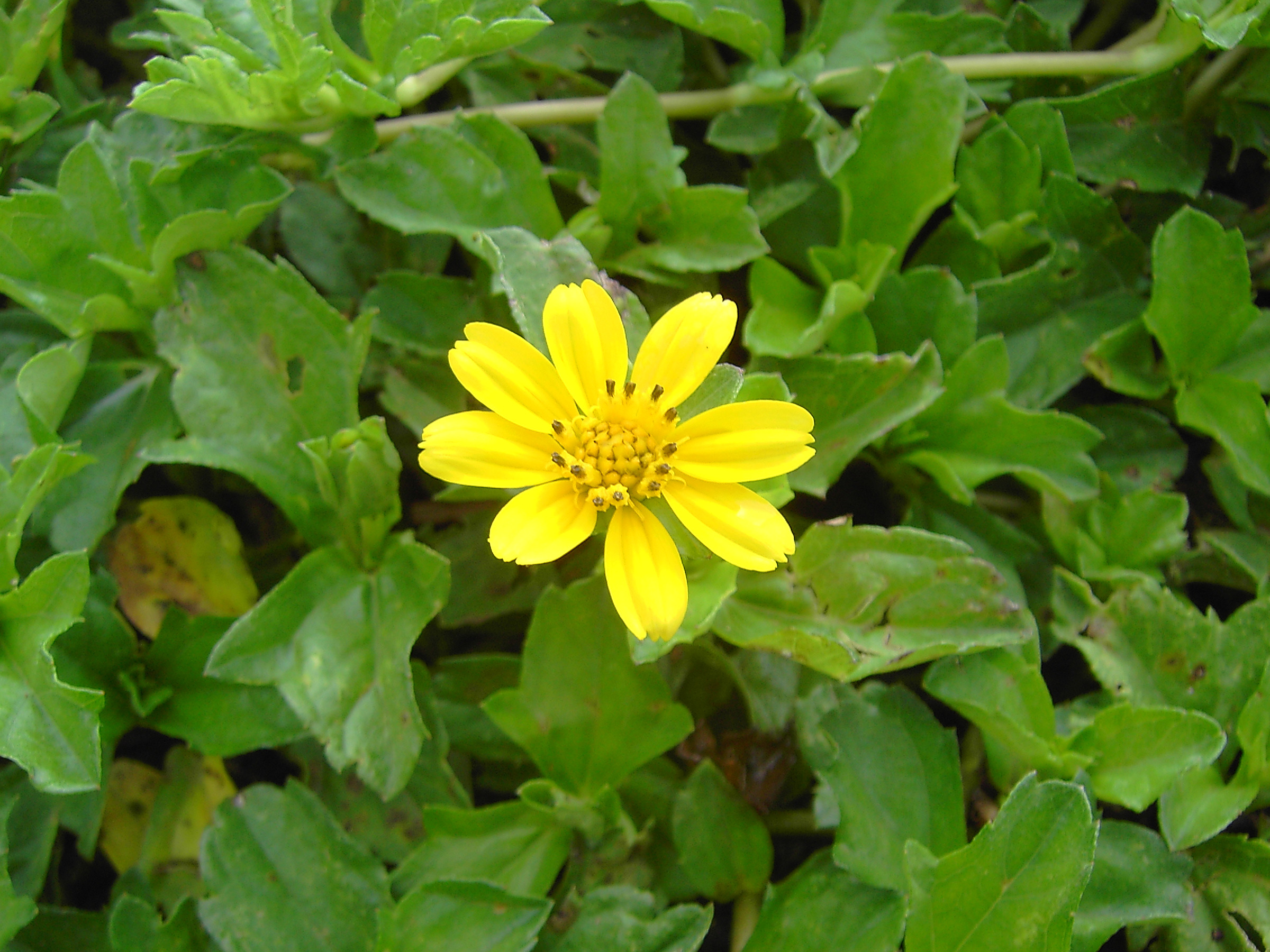
En Dominica
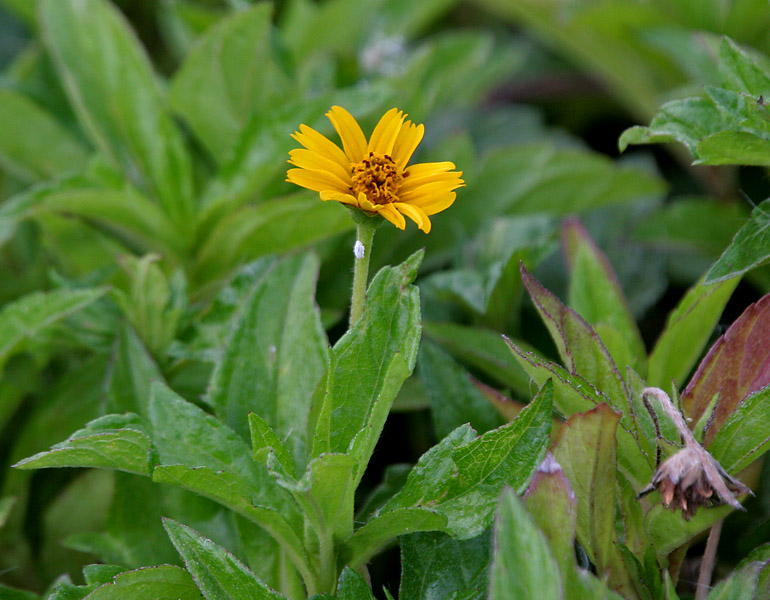
En Hyderabad, India.